# 日本エスペラント協会
一般財団法人日本エスペラント協会（にほんエスペラントきょうかい、エスペラント: Japana Esperanto-Instituto, JEI）は、エスペラントの普及活動を目的とする一般財団法人である。
本項では、前身の団体である日本エスペラント学会と、過去に存在した同名の団体である日本エスペラント協会についても記述する。

## 概要
東京都新宿区早稲田町に、エスペラント会館と称する事務所、図書館をおき、山梨県北杜市に八ヶ岳エスペラント館という研修施設・図書館分館を持つ。
目的として「国際間の平等な言語である国際語エスペラントを普及発展させることにより，国際相互理解を促進し，エスペラントを媒体とする文化を発展させ，またエスペラントに関する学術を振興すること」を掲げている（定款第3条）。
目的を達成するための会の事業として、次の7点を掲げている。（定款第4条）
1. エスペラント普及事業
2. エスペラントを用いた国際交流事業
3. エスペラント研究教育事業
4. エスペラント雑誌の刊行事業
5. エスペラント図書等の刊行及び頒布事業
6. エスペラント大会主催事業
7. その他この法人の目的を達成するために必要な事業

## 実施事業
- エスペラントの書籍の出版・販売[7][8][9]
  - 月刊誌エスペラント／La Revuo Orienta（ISSN 0035-4406）の発行
  - 日本語エスペラント辞典、エスペラント日本語辞典の編集・発行[10][11][12]
- エスペラントのイベントの主催
  - 日本エスペラント大会の共催
- エスペラントの研究[13][14][15][16][17]
- エスペラント学力検定試験の実施[18]
- 世界エスペラント協会（UEA）において、日本を代表する国別団体（Landa Asocio）の役割

## 沿革
- 1919年12月20日 - 任意団体として日本エスペラント学会が発足。この当時の中心者は小坂狷二である[19]。他の創立会員に藤沢親雄、浅井恵倫がいる。
- 1920年 - 月刊誌La Revuo Orientaを創刊。
- 1926年7月2日 - 文部省（現:文部科学省）に認可され、財団法人日本エスペラント学会になる[20]。初代理事長は中村精男[21]。
- 1936年 - 国際エスペラント連盟に加盟。
- 1939年 - エスペラント学力検定試験が始まる[22]。
- 1940年 - 国際エスペラント連盟を脱退。
- 1956年 - 世界エスペラント協会に加盟。日本エスペラント運動50周年。
- 1965年 - アジア初開催となる第50回世界エスペラント大会を東京に招致。
- 1986年8月5日-7日 - エスペラント発表100周年記念社会言語学シンポジウムを東京に招致[23]。
- 2004年6月 - La Revuo Orienta 1000号記念号。
- 2007年 - 第92回世界エスペラント大会を横浜市に招致。
- 2012年4月1日 - 公益法人制度改革に伴い公益法人から一般財団法人に移行。併せて日本語名称を一般財団法人日本エスペラント協会に変更。ただし、エスペラント名称は変更せず、Japana Esperanto-Institutoを引き続き使用している[24]。主務官庁制度廃止前の所管は文部科学省研究振興局学術研究助成課。
- 2019年	創立100周年を迎える

## 過去の同名の団体
過去に2期、この名前の全国的なエスペラント団体が存在した。
日本エスペラント協会
（エスペラント: Japana Esperantista Asocio）
- 第1期

1906年6月12日に黒板勝美、浅田栄次、安孫子貞治郎らにより発足。黒板の放漫財政により運営危機に陥り、1919年の日本エスペラント学会発足により実質的な活動を終えるが、1926年の日本エスペラント学会の法人化までは形式的に存続。
事務所は、京都の老舗印刷会社便利堂の創業者一族である中村弥二郎が経営していた東京の有楽社内にあり、大杉栄なども出入りしていた。
- 第2期

1946年6月23日に小松文夫を委員長として発足。日本エスペラント学会を学習・研究の機関とし、自らをエスペラント普及運動の機関と位置づけた。その後、分業体制が機能せず、1950年12月4日に解散。

## 出版物

### 逐次刊行物
- 月刊誌エスペラント La Revuo Orienta（ISSN 0035-4406）
- 国際語展望 Lingvo internacia en perspektivo [1979年]-1984年[27]
- エスペラント通信　Esperanto informas [ ]～18号(1984年6月15日) 刊行終了

### 書籍
- 堀直道 [訳]『国際補助語エスペラント : 国際聯盟常設事務局報告書』日本エスペラント学会、1923年。[28]
- 小坂狷二『エスペラント捷径 : 独習用・教師用』東京 : 日本エスペラント学会、1928年。[29]
- 黒板勝美、日本エスペラント学会編輯部 [編]「国語の擁護を論じて国際語に及ぶ」『国際語論集』第1号、日本エスペラント学会、1932年、1-32頁。[30]
- スピリドヴィッチ Spiridovich, E. F[著]、高木 弘、井上 英一 [ロシア語和訳]「言語学と国際語 Jazikoznainie i mejdunarodnij jazik」『国際語論集』第2号、日本エスペラント学会、1932年。
- 鳩摩羅什 [訳]『仏説阿弥陀経』エスペラント学会、1932年。
- 久保 貞次郎『エスペラント会話 : 附・分類語彙』東京 : 日本エスペラント学会〈エスペラント文庫 第5篇〉、1935年。
- 日本エスペラント学会エスペラント発表百周年記念日本委員会 [編]「言語的多様性の中の国際語を考える : 講演録」、世界エスペラント協会, 日本エスペラント学会、1986年。[31]
- 宮本正男 [編]『日本語エスペラント辞典』日本エスペラント学会、1983年6月。ISBN 4-88887-006-3。
- 日本エスペラント学会『エスペラント日本語辞典』編集委員会 [編著]『知っておきたいエスペラント動詞100 Cent esperantaj verboj por japanlingvanoj』日本エスペラント学会、1995年1月。ISBN 4-88887-941-9。
- 宮本正男 [編]『日本語エスペラント辞典』 補遺・付録（2版）、日本エスペラント学会、1998年7月。 - 別刷 ; pp.1074–1100
- 山崎静光『エスペラントの効用』日本エスペラント学会〈ポイント双書 ; 1〉、1999年10月。ISBN 4-88887-007-1。
- 青山 徹『エスペラントでインターネット』日本エスペラント学会〈ポイント双書 ; 3〉、1999年10月。
- 黒柳 吉隆『アマチュア無線で広がるエスペラントの世界』日本エスペラント学会〈ポイント双書 ; 5〉、1999年10月。ISBN 4-88887-013-6。
- 阪 直『エスペラント入門 : 20のポイントで学ぶ国際語』（3版）日本エスペラント学会、2003年7月。
- 広瀬香苗『エスペラント散策記』日本エスペラント学会 (発売)、2003年11月。ISBN 4-88887-032-2。
- エスペラント日本語辞典編集委員会 [編]『エスペラント日本語辞典 Esperanto-Japana vortaro』日本エスペラント学会、2006年6月。ISBN 4-88887-044-6。
- 八木日出雄 [著]、土居智江子 [編]（エスペラント語併載）『意あるところ道あり = Kie estas volo, tie estas vojo : 八木日出雄記念誌』東京 : 日本エスペラント学会、2006年10月。ISBN 4-88887-046-2。[32]
- 『第92回世界エスペラント大会(2007年・横浜)準備・運営報告書』日本エスペラント学会、2008年1月。[33]
- 江川治邦 [編]、福本博次 [編]、土居智江子 [編]『和歌山とエスペラント : 和歌山県エスペラント運動史』日本エスペラント学会、2008年10月。
- 日本エスペラント学会シンポジウム委員会 [編]『国際言語年から考える言語の多様性と対話の文化 : 第95回日本エスペラント大会公開シンポジウム(2008年)報告集』日本エスペラント学会、2009年10月。
- 池本盛雄 [編]、荻原克己 [編]、工藤尚 [監修]『山梨とエスペラント : 山梨県エスペラント運動史』日本エスペラント学会、2009年10月。[34]
- ザメンホフ [著]、川西徹郎 [編]（エスペラント語併記）『新ザメンホフ読本 Nova Zemenhofa legolibro』日本エスペラント学会、2009年。ISBN 978-4-88887-060-3。[35]
- 深堀 義文 [編]、勝田 基平 [編]、盛脇 保昌 [編]、島田素直 [編]『117年間のラブレター : 長崎とエスペラント』日本エスペラント学会、2010年10月。ISBN 978-4-88887-067-2。[36]
- （エスペラント語・ハングル併記）『3言語の会話集 La trilingva interparolado』日本エスペラント学会、2011年9月。ISBN 978-4-88887-069-6。 - CD1枚 (12cm)[37]
- 『第100回日本エスペラント大会記念公開講演会〈2013年〉報告書 = Raporto pri Publika Preleg-kunveno de la 100-a Japana Esperanto-Kongreso』東京 : 日本エスペラント協会、2014年10月。ISBN 978-4-88887-084-9。[38]
- 後藤斉 [編]（エスペラント語併載）『東日本大震災から: エスペランティストの声 = Esperantistaj voĉoj el la katastrofo 2011』東京 : 日本エスペラント協会、2015年10月。ISBN 978-4-88887-091-7。[39]
- エロシェンコ生誕125周年記念事業実行委員会 [編]『生きた・旅した・書いた = Vivis・vojaĝis・verkis』日本エスペラント協会 (発売)、2015年10月。ISBN 978-4-88887-092-4。 - エロシェンコ生誕125周年記念文集